# 金色水母
金色水母（Mastigias papua cf. etpisoni  ) 是珍珠水母的一個亚种，金色水母主要栖息于西太平洋帛琉埃爾馬爾克島水母湖。  金色水母的营养主要來自蟲黃藻以及浮游動物。 金色水母的形态、生理和行为都与珍珠水母截然不同。金色水母還會因湖中的光照變化而定期遷徙。 
1998年起，水母湖中的金色水母数量急剧下降。截至1998年12月，金色水母一度絕跡。2000年，金色水母再次出现，2012年数量恢复到1998年前的水平。有分析認為由於聖嬰現象出現後水温升高，导致蟲黃藻死亡，進而造成金色水母數量一度大幅下降。 